# 批判法律研究
批判法律研究（Critical legal studies），又译为批判法学派 ，是20世纪70年代兴起的一支激进的法学流派。

## 历史
批判法律研究的思想起源可以追溯到美国法律现实主义，而作为一支独立的学术运动，该学派出现于20世纪70年代末。第一波批判法律研究的学者都受到了20世纪60年代末美国激进的民权运动和反战运动的影响。其代表人物有马克·图施奈等。
批判法律研究作为一场运动，其全盛期是在20世纪80年代前期的美国，而在80年代末之前，该学派的影响迅速衰微。批判法律研究影响在欧洲的影响，并不如在美国的那样大。

## 观点
批判法律研究的主要主张包括：
- 主张制定法和判例法都无法完全确定法律争议的结果。
- 主张一切法律都是政治，认为法律话语难以和政治话语分开。在立法进程中运用的论点，都可以出现在法庭上，包括社会福利、权利、道德、分配公正、经济效率等。
- 认为法律是在为富人和权势阶层服务。
- 认为法律规则是内在矛盾的。